# Thülen
Thülen is een plaats in de Duitse gemeente Brilon, deelstaat Noordrijn-Westfalen, en telt 1112 inwoners (2007).

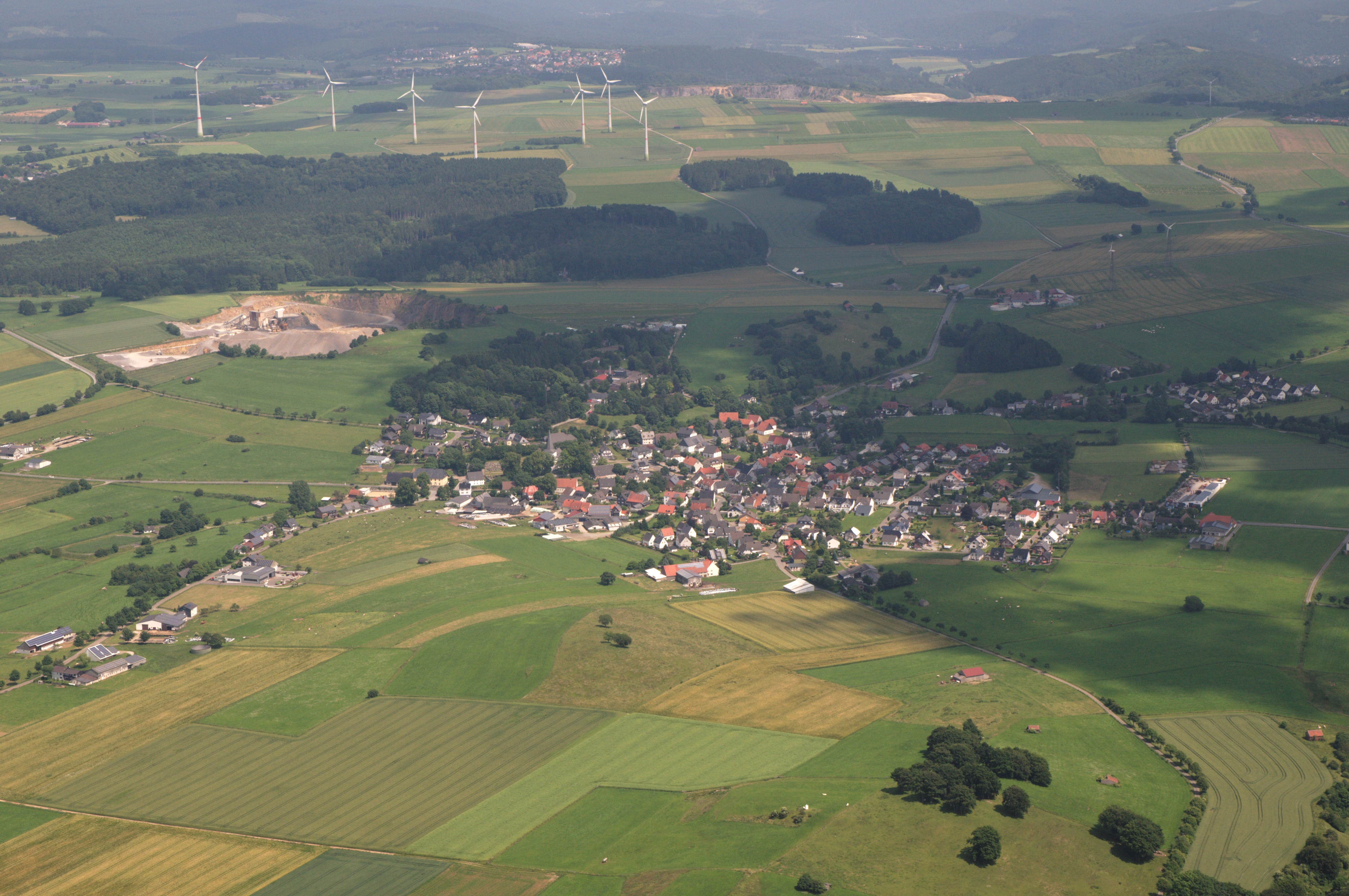
Thülen
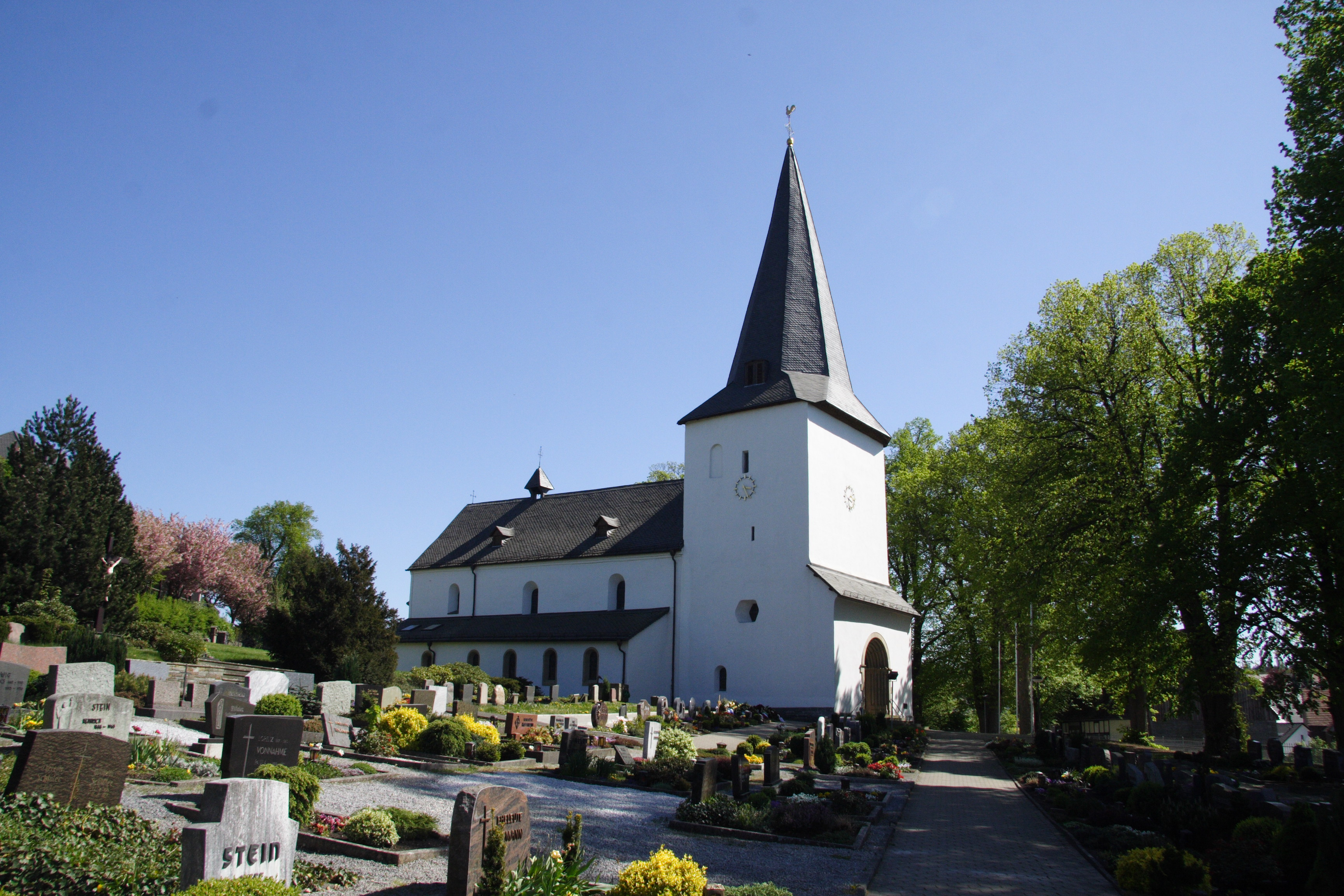
Parochiekerk van Thülen